# همیلتون واکر (سیاستمدار)
همیلتون واکر (انگلیسی: Hamilton Walker؛ ۱۷۸۲ – ۸ سپتامبر ۱۸۳۰) سیاستمدار، و قاضی در کانادای شمالی بود.
او در منطقه شبه نظامی، در طول جنگ ۱۸۱۲ خدمت می‌کرد، و در سال ۱۸۲۸ سرهنگ شد. او در سال ۱۸۲۳ به عنوان قاضی دادگاه‌های منطقه باتورست و جانستاون منصوب شد. در ۱۸۲۴، وی به عنوان نماینده گرنویل در مجلس نهم مجلس اولی انتخاب شد کانادا وی در سال ۱۸۳۰ در پرسکات درگذشت.